# Chiesa dei Santi Sisinio, Martirio e Alessandro (Brivio)
La chiesa prepositurale dei Santi Sisinio, Martirio e Alessandro è la parrocchiale di Brivio, in provincia di Lecco e arcidiocesi di Milano; è a capo del decanato di Brivio.

## Storia
La prima citazione della pieve di Brivio risale al 966 ed è da ricercare in un documento in cui si parla dell'ecclesie plebis sancti Alexandri sita Brivio. La prepositurale, documentata a partire dal 1036, non si trova tuttavia nel luogo dove sorgeva l'originaria chiesa di Sant'Alessandro, della quale si perse ogni traccia a partire dal marzo 1073 e che probabilmente si trovava nei pressi del castello di Brivio.

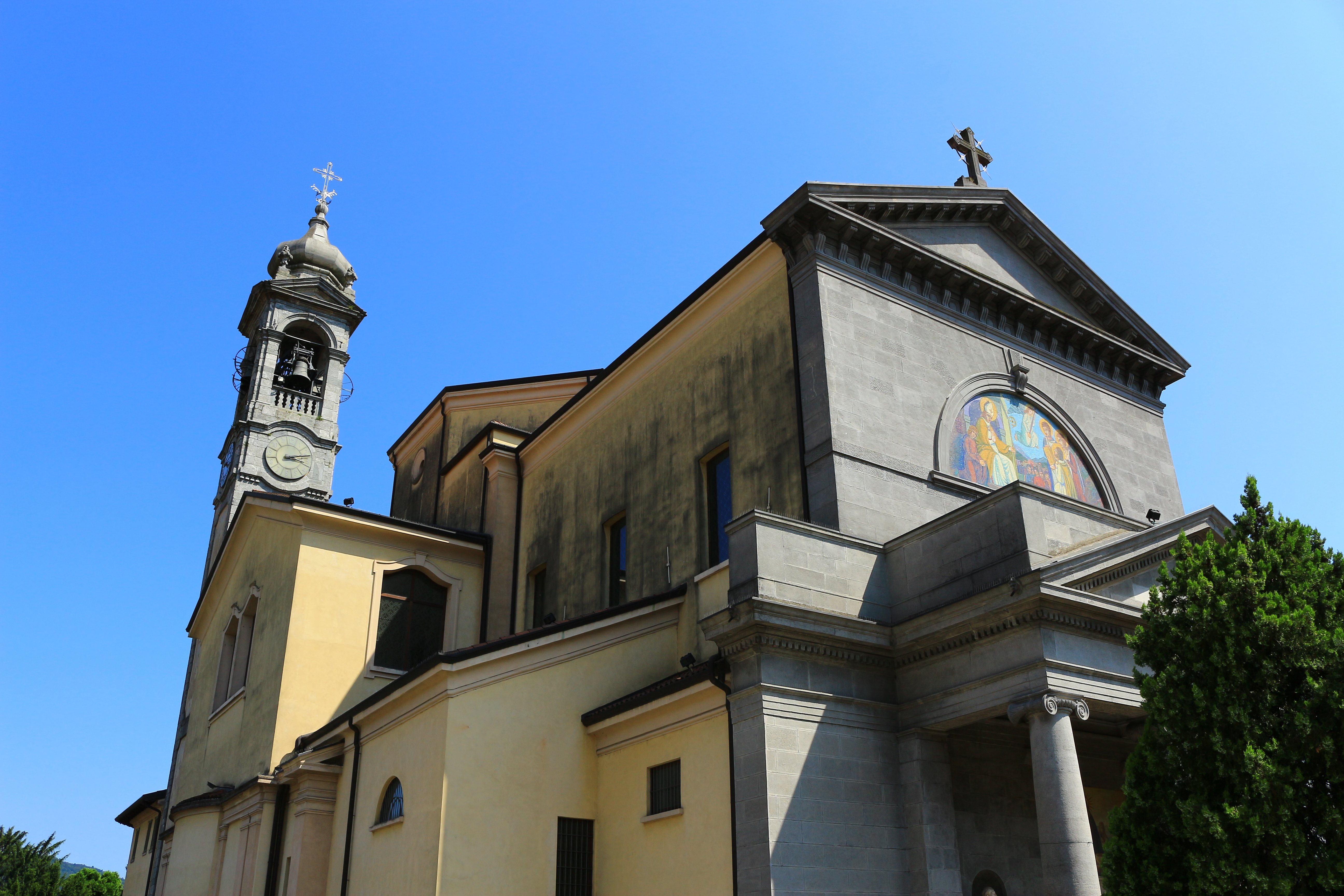
La chiesa vista da un'altra inquadratura

Nel Liber Notitiae Sanctorum Mediolani, redatto alla fine del XIII secolo da Goffredo da Bussero, si legge che la pieve briviese aveva come filiali le chiese di San Giovanni Battista, di San Leonardo, di San Martino, anch'essa a Brivio, di Airuno, di Sant'Andrea e di San Pietro a Beolco, di Beverate, di San Gregorio di Val Beretta, di Calco, di Carvico, di Casternago, di Cisano, dei Santi Marcellino e Pietro e di San Paolo a Imbersago, di San Martino alla Grugna, di Monte Marenzo, di San Bartolomeo, dei Santi Dionigi e Biagio e di Santa Maria i Merate, di Arlate, di Sant'Agata e di San Biagio a Mondonico, di San Michele de platio, di Santo Stefano Protomartire di Novate, di Sant'Andrea e di San Martino di Paderno, di San Protaso e di San Remigio a Pagnano, di Pontida, della Santa Croce e di San Zenone di Porchera, di Sant'Alessandro e di Santa Maria a Robbiate, di Sabbioncello di Sartirana e di Villa d'Adda.

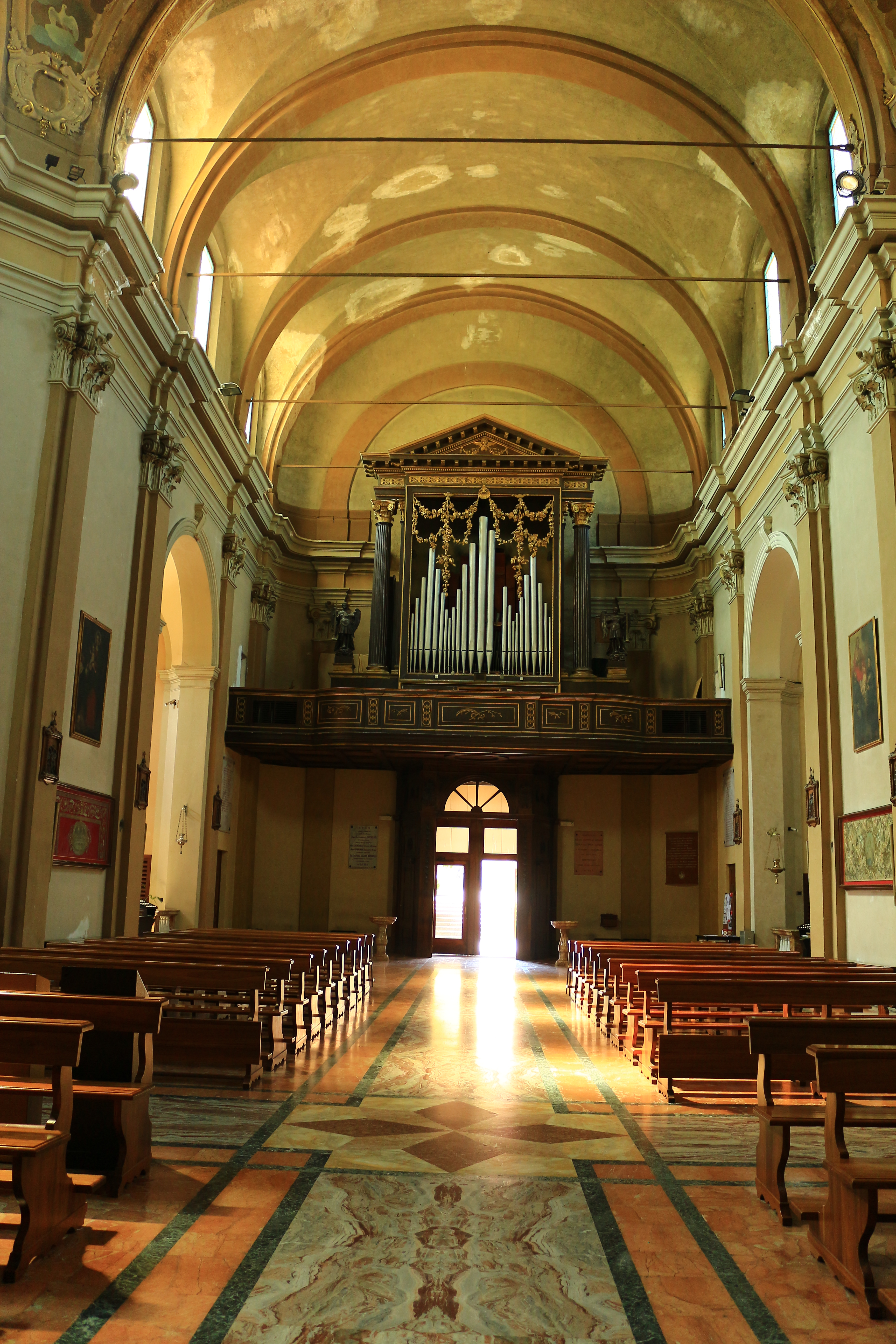
La navata e la controfacciata

Se alla fine del Duecento a servizio della cura d'anime risultavano essere il prefetto, un magister scholarum e undici canonici, nel XV secolo, come si apprende dallo Status ecclesiae mediolanensis, i canonicati erano aumentati a dodici, scesi tuttavia a dieci nel Cinquecento.  L'utilizzo della chiesa come sede prepositura è documentato a partire dal 1114. 
Sempre in epoca post-tridentina l'antica pieve foraniale fu trasformata in vicariato foraneo, che andò a comprendere all'atto della sua costituzione le parrocchie Airuno, Arlate, Calco, Caprino, Imbersago, Merate, Monte Marenzo, Novate Brianza, Paderno d'Adda, Pagnano, Porchera, Sant'Antonio d'Adda, Robbiate, Verderio Superiore, San Gottardo, San Gregorio di Val Beretta, Torre de' Busi, Villa d'Adda e Villasola.

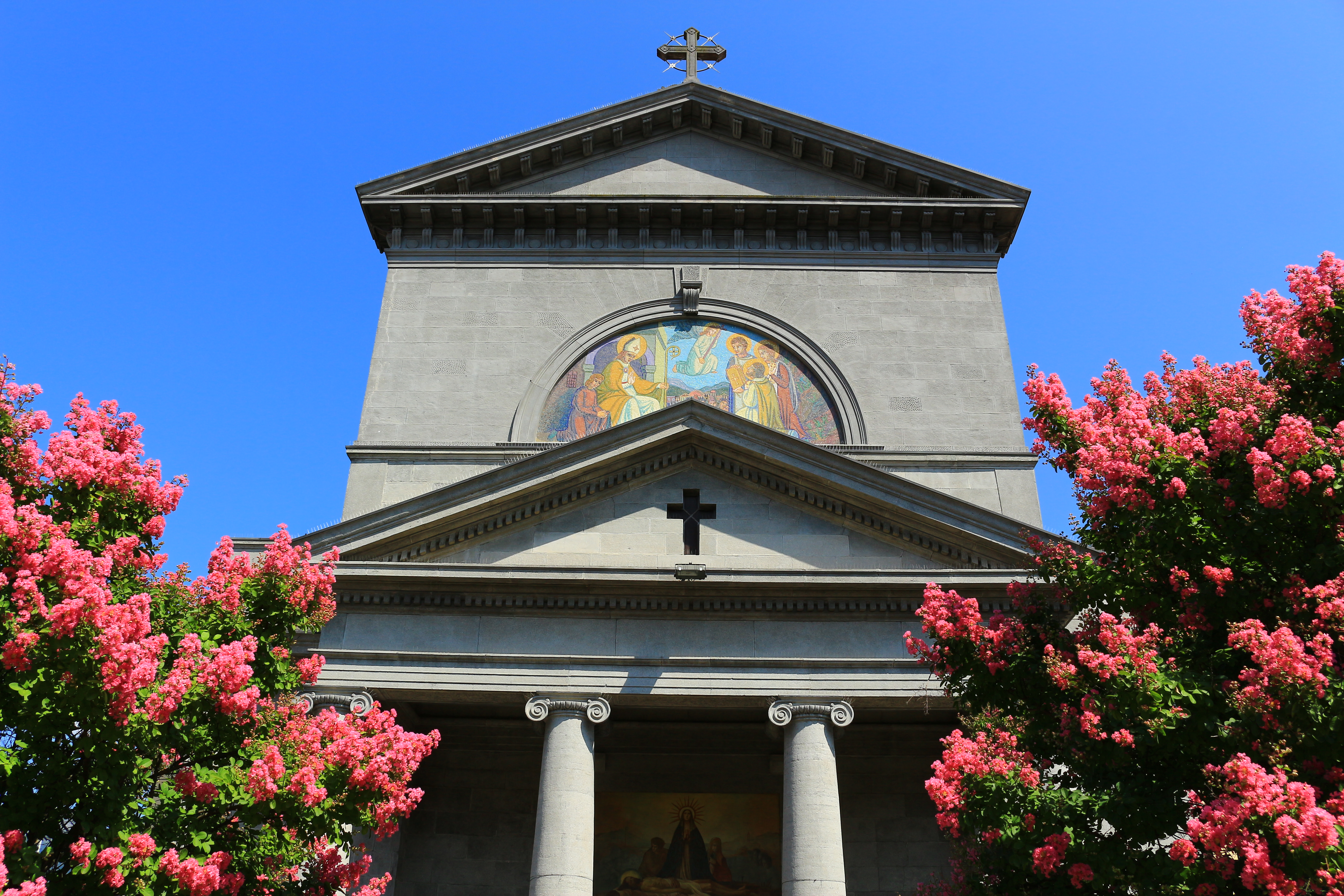
La parte superiore della facciata

La prima pietra della nuova pieve fu posta nel 1744; la chiesa venne consacrata nel 1754 dall'arcivescovo Giuseppe Pozzobonelli sebbene fosse ancora incompleta, per poi essere portata a compimento nel 1760, mentre il campanile venne eretto tra il 1753 e il 1760.
In quel periodo risultava che i fedeli ammontavano a circa un migliaio, che il capitolo era composto da sei canonici e che nella pieve, che aveva alle sue dirette dipendenze le chiesette di San Leonardo, di Sant'Antonio Abate, della Santa Maria della Neve a Foppaluera e di Santa Margherita a Beverate, avevano sede le confraternite dei Disciplini, del Santissimo Sacramento e del Santissimo Rosario.
Nel 1809 fu costruita la facciata; dalla relazione della visita pastorale del 1897 dell'arcivescovo Andrea Carlo Ferrari si apprende che il reddito ammontava a circa 1895 lire, che i fedeli erano più o meno 1300, che era eretta nella parrocchiale la confraternita del Santissimo Sacramento e che a servizio della cura d'anime erano preposti il parroco, un coadiutore titolare, un coadiutore mercenario e un cappellano coadiutore. Il porticato che introduce la facciata fu realizzato nel 1814 su progetto di Carlo Amati.
Nel 1902 iniziarono i lavori di ingrandimento della chiesa, che, terminati nel 1905, comportarono la costruzione del transetto; nel 1936 poi l'intera chiesa fu interessata da un intervento di restauro condotto su disegno di Mario Cavallè e nel 1950 venne realizzato un secondo ampliamento.

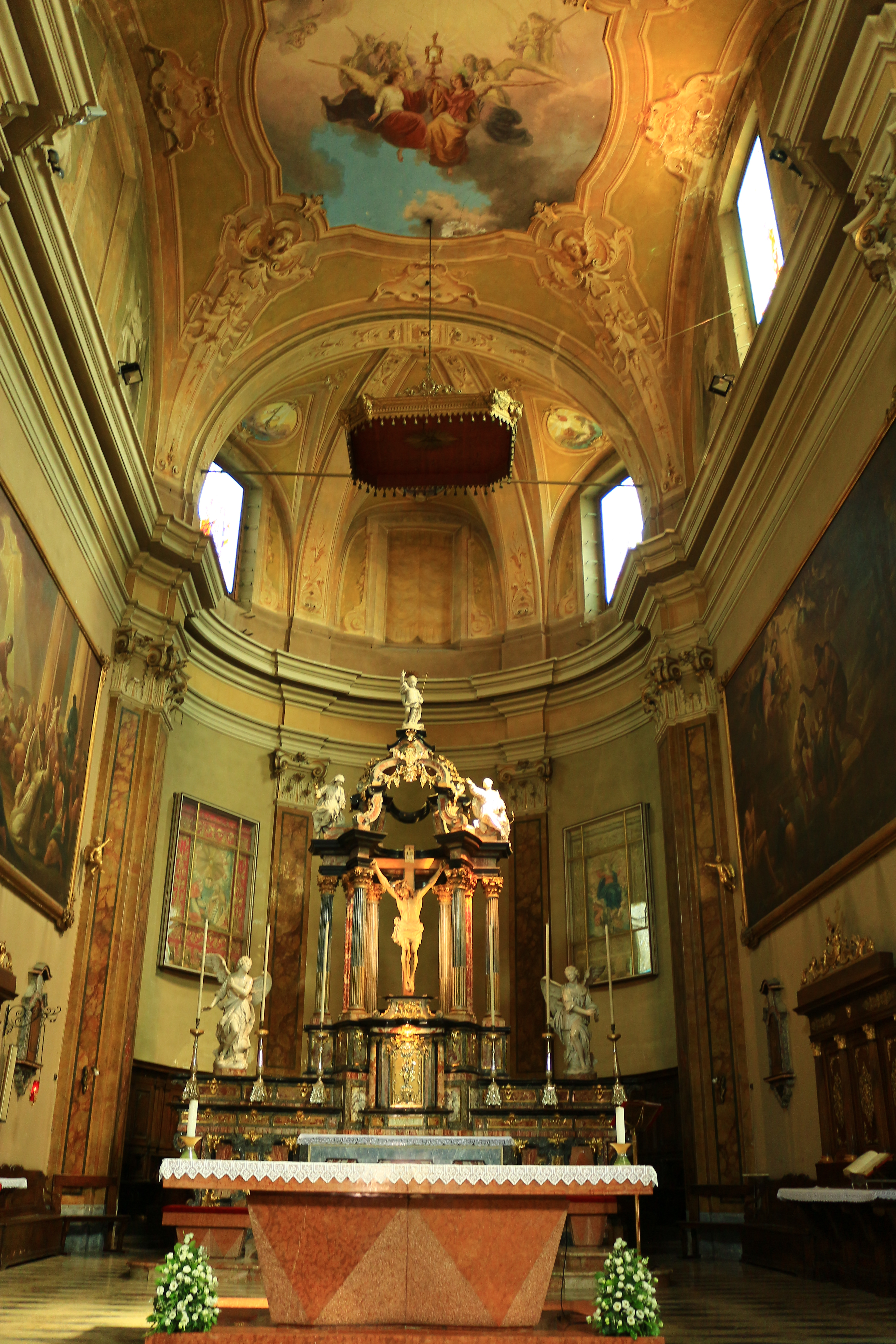
Il presbiterio

Nel 1972, in seguito al processo di riorganizzazione territoriale dell'arcidiocesi, il vicariato di Brivio venne soppresso e sostituito dal neo-costituito decanato di Brivio.

## Descrizione

### Esterno
La facciata della chiesa, preceduta da un pronao tetrastilo le cui colonne, che sono d'ordine ionico, sorreggono un timpano triangolare, è suddivisa in due registri; quello inferiore presenta il portale d'ingresso e due nicchie ospitanti altrettante statue, mentre quello superiore, coronato dal frontone in aggetto, è caratterizzato da una grande lunetta contenente un mosaico.

### Interno
L'interno, che si articola su una sola navata intersecata dal transetto, è coperto da una volta a botte e dalla cupola nel punto in cui si incrociano i due bracci.
L'opera di maggior pregio qui conservata è l'altare maggiore (1759), realizzato in marmi policromi dai marmorari viggiutesi e sopra il quale si elevano alcune colonne corinzie in marmo grigio a sostegno del ciborio Settecentesco.
Ai lati dell'altare, due tele Settecentesche raffiguranti la Storia di Simone Mago e il Battesimo di Gesù, opere attribuite ad Antonio Cifrondi.